# Pfarrernotbund
Im Pfarrernotbund, gegründet am 21. September 1933, schlossen sich deutsche evangelische Theologen, Pastoren und andere kirchliche Amtsträger gegen die Einführung des Arierparagraphen in der Deutschen Evangelischen Kirche (DEK) zusammen. Damit reagierten sie auf die Wahl Ludwig Müllers zum Reichsbischof am 27. September 1933 und auf die seit 1933 begonnenen Versuche der Deutschen Christen (DC), die Deutsche Evangelische Kirche (DEK) in eine von der nationalsozialistischen Ideologie beherrschte „Reichskirche“ ohne Christen jüdischer Herkunft umzuformen. Damit begann der Kirchenkampf in der Zeit des Nationalsozialismus, in dessen Verlauf aus dem Pfarrernotbund 1934 die Bekennende Kirche hervorging.

## Der Arierparagraph
Der sogenannte „Arierparagraph“ wurde am 7. April 1933 im „Gesetz zur Wiederherstellung des Berufsbeamtentums“ verankert. Er folgte auf den Boykott jüdischer Geschäfte am 1. April und verbot Menschen jüdischer Abstammung – mit wenigen Ausnahmeregelungen – den Beamtenstatus, um sie aus öffentlichen Ämtern zu verdrängen. Dies war ein erster staatlicher Schritt zur Entrechtung von Juden.
Inwieweit der Paragraph auch kirchliche Beamte jüdischer Herkunft betraf, war zunächst unklar. Nach den Kirchenwahlen vom 13. Juli 1933, bei denen die DC eine Zweidrittelmehrheit erreichten, fand am 5. September in Berlin die Generalsynode der Evangelischen Kirche der altpreußischen Union statt. Diese beschloss als erste von den DC gelenkte Teilkirche ein Kirchengesetz betreffend die Rechtsverhältnisse der Geistlichen und Kirchenbeamten. Geistliche und kirchliche Verwaltungsbeamte „nichtarischer Abstammung“ waren danach in den Ruhestand zu versetzen, ebenso solche, die in Mischehen mit einer Person „nichtarischer Abstammung“ lebten. Die „nichtarische Abstammung“ war entsprechend der Ersten Verordnung zur Durchführung zur Wiederherstellung des Berufsbeamtentums (RGBl. 1933 I, S. 195) definiert: Es genüge, wenn „ein Elternteil oder ein Großelternteil“ nicht arisch sei.

## Gründung und Richtlinien
Am Folgetag traf sich ein Kreis von Oppositionellen, die auf der Synode am Diskutieren des Gesetzes gehindert worden waren. Auf Initiative der Niederlausitzer Pfarrer Herbert Goltzen, Günter Jacob und Eugen Weschke gründeten sie den Pfarrernotbund. Ein paar Tage darauf traten ihm weitere Pfarrer, darunter auch Martin Niemöller und Dietrich Bonhoeffer, bei. Diese beiden formulierten ein Protestschreiben an die neue Kirchenregierung, das zugleich die Aufnahmebedingungen für neue Mitglieder nannte:

„1. Nach dem Bekenntnis unserer Kirche ist das kirchliche Lehramt lediglich an die ordnungsgemäße Berufung gebunden. Durch den „Arierparagraphen“ des neuen kirchlichen Beamtengesetzes wird ein Recht geschaffen, das zu diesem grundlegenden Bekenntnissatz im Widerspruch steht. Damit ist ein Zustand, der nach dem Bekenntnis als Unrecht gelten muss, als kirchliches Recht proklamiert und das Bekenntnis verletzt.“

„2. Es kann kein Zweifel daran sein, dass die durch das Beamtengesetz betroffenen ordinierten Geistlichen … auch weiterhin in vollem Umfange das Recht der freien Wortverkündigung und der freien Sakramentsverwaltung in der Evangelischen Kirche der altpreußischen Union, die auf den Bekenntnissen der Reformation steht, innehaben.“

„3. Wer einem solchen Bruch des Bekenntnisses die Zustimmung gibt, schließt sich damit selbst aus der Gemeinschaft der Kirche aus. Wir fordern deshalb, dass dies Gesetz, das die Evangelische Kirche der altpreußischen Union von der christlichen Kirche trennt, unverzüglich aufgehoben wird.“

Als vierter Punkt kam ein Versprechen hinzu, den vom Gesetz oder anderen Gewaltmaßnahmen Betroffenen in der Kirche zu helfen. Diese vier Punkte wurden zur Selbstverpflichtung der Mitglieder des Bundes, der sich am 21. September offiziell konstituierte.

## Bruderrat und Mitgliederentwicklung
Die erste Vertrauensmänner-Versammlung wählte am 20. Oktober 1933 einen Reichsbruderrat als Vorstand und Vertretung nach außen. Dazu gehörten:
1. Superintendent Hugo Hahn, Dresden
2. Pfarrer Gerhard Jacobi, Berlin
3. Pfarrer Eberhard Klügel, Hannover
4. Pfarrer Karl Lücking, Dortmund
5. Superintendent Ludolf Müller, Heiligenstadt
6. Pfarrer Martin Niemöller, Berlin-Dahlem
7. Pfarrer Georg Schulz, Wuppertal-Barmen
8. Pfarrer Ludwig Heitmann, Hamburg (am 9. November 1933 zugewählt)

In weniger als vier Monaten entwickelte sich der Notbund zu einer Massenbewegung von 7036 Mitgliedern im Januar 1934. Diese Zahl sank dann jedoch bis 1938 auf 3933 aktive Pfarrer, 374 Ruheständler, 529 Hilfsprediger und 116 Kandidaten. Nach Wilhelm Niemöller waren damit etwas über 20 Prozent der damaligen aktiven evangelischen Pfarrerschaft Mitglied im Pfarrernotbund.

## Wirken
Der Pfarrernotbund wurde geschaffen als ein „System der gegenseitigen Solidarität“ (Klaus Scholder), um 30–50 vom kirchlichen Arierparagraphen betroffene Pfarrer jüdischer Herkunft ideell und materiell zu unterstützen. Ein gemeinsamer Protest gegen die staatliche Diskriminierung der Juden insgesamt lag fast allen seiner Mitglieder jedoch völlig fern. Diese waren vom gesamtkirchlichen Antijudaismus geprägt und sahen den Ausschluss von Juden aus Staatsämtern und Freiberufen als notwendige Staatsmaßnahme, in die sich die Kirche nicht einzumischen habe.
So bot Martin Niemöller Anfang November 1933 in seinen Sätzen zur Arierfrage in der Kirche den DC einen Kompromiss an: Um kein „Ärgernis“ zu geben, sollten Pfarrer „nichtarischer“ Abstammung keine Leitungsfunktionen in der Kirche erhalten. Dies lag auf der Linie des von dem Theologen Walter Künneth seit Pfingsten 1933 empfohlenen Verhaltens. Die Kirche könne durch verstärkte Judenmission einen eigenen Beitrag zur staatlichen „Lösung der Judenfrage“ leisten, da nur zu Christus bekehrte Juden vom „Weltbeherrschungsanspruch“ befreit seien.
Der im September einstimmig zum Reichsbischof gewählte Ludwig Müller nahm Niemöllers Angebot an und setzte am 16. November 1933 die Kirchengesetze mit den kirchlichen Arierparagraphen zunächst aus. Am 8. Dezember erließ er ein neues Gesetz zu den „Rechtsverhältnissen der Geistlichen und Beamten der Landeskirchen“, das keinen Arierparagraphen mehr enthielt. Dieses Gesetz wurde von Reichsinnenminister Wilhelm Frick ausdrücklich gebilligt: Er erkannte die Proteste des Pfarrernotbundes als „schwerwiegende dogmatische Bedenken“ an. Adolf Hitler selbst hatte am 2. Dezember verfügt, dass die Landesregierungen nicht in den rein innerkirchlichen Streit um den kirchlichen Arierparagraphen eingreifen sollten. Der Anteil jüdischer Pfarrer galt als zu unerheblich, um dafür die Einheit der evangelischen Kirche aufs Spiel zu setzen.
Nach den Reichstagswahlen vom 12. November sah sich der Notbund trotzdem verstärkten Angriffen seitens der inzwischen zersplitterten DC ausgesetzt, die ihn als staatsfeindliche Organisation darzustellen versuchten. Zu seiner Verteidigung gab er daraufhin ein vom Berliner Pfarrer Friedrich Müller verfasstes Flugblatt heraus, das im ganzen Reich verbreitet wurde. Darin hieß es:

„Das deutsche Volk hat sich in wunderbarer Einheit geschlossen hinter den Führer gestellt. Was hier nach außen sichtbar wurde, ist nur das Ergebnis der tatsächlichen Zuwendung Aller zum Führer und zum Nationalsozialismus. Wir verbitten uns, daran zu zweifeln, soweit das uns betrifft.“

„Mit der Lüge, daß jeder Nationalsozialist auch Deutscher Christ sei, und daß jeder, der nicht Deutscher Christ sei, ein Feind des Nationalsozialismus und seines Führers sei, haben die Deutschen Christen die Massen ihrer Wähler gewonnen. Diese Lüge ist längst zusammengebrochen…“

„Der Führer selbst hat deutlich erklärt, daß die innerkirchlichen Kämpfe ohne Einmischung der Staatsgewalt ausgetragen werden müssen. Was in der evangelischen Kirche vor sich geht, hat mit der Staatstreue jedes ihrer Glieder nichts zu tun. Die steht nach wie vor unerschüttert.“

## Bedeutung
Mit seinen vier Aufnahmebedingungen stellte der Notbund immerhin erstmals seit Hitlers Machtergreifung deutlich heraus: Wer dem Ausschluss von Juden aus der christlichen Kirche zustimme, schließe sich selbst von ihr aus. Der kirchliche – nicht der staatliche – Arierparagraph wurde also als unvereinbar mit dem christlichen Glauben und kirchlichem Glaubensbekenntnis aufgefasst, so dass nicht die überwältigende Mehrheit, sondern die kleine Minderheit von zunächst einem Dutzend Pfarrern die wahre evangelische Kirche sei.
Diese Zuspitzung ging auf Dietrich Bonhoeffer zurück. Kaum ein Kirchenleiter teilte seine Auffassung. Aufgrund der Fehler der DC und folgenden Absetzbewegung von diesen fand der Notbund aber rasche Zustimmung bei Pfarrern und Gemeinden im ganzen Reich. Er wurde so zu einem Vorläufer der Bekennenden Kirche, die sich am 31. Mai 1934 gründete und als wahre evangelische Kirche entgegen der „Reichskirche“ verstand. Ihr Widerstand war fast nur innerkirchlich gegen das Verhalten der von DC oder angepassten Kirchenführern gelenkten Kirchenbehörden gerichtet.
Am 10. November 1933 entließ der Präsident des altpreußischen Evangelischen Oberkirchenrats zu Berlin, Friedrich Werner, den ersten Pfarrer jüdischer Herkunft, Ernst Flatow. Die Begründung lautete:

„Flatow hat in seinem Äußeren und seinem Wesen so sehr in die Augen springend diejenigen Merkmale an sich, die von dem Volke als der jüdischen Rasse eigen angesehen werden, daß eine Beschäftigung in einer Gemeinde unmöglich ist.“

Bis 1941 übernahmen weitere Teilkirchen der DEK den Arierparagraphen und entließen Pfarrer jüdischer Abstammung. Dies konnte weder der Notbund noch die spätere Bekennende Kirche verhindern. Gemäß Punkt 4 der Gründungserklärung wurde 1937 jedoch das „Büro Grüber“ des Pfarrers Heinrich Grüber eingerichtet, das getauften wie nichtgetauften Juden bis zu seiner staatlichen Schließung 1940 illegal zu Verstecken, Stellen oder zur Ausreise verhalf.
Nur einzelne Mitglieder des Notbunds widersprachen der antisemitischen Politik der Nationalsozialisten. Der Theologe Karl Barth betonte am 15. November 1933 in einem Vortrag vor dem Pfarrernotbund:

„Der Protest gegen die Irrlehre der deutschen Christen kann nicht erst beim Arierparagraphen, bei der Verwerfung des Alten Testamentes, bei dem Arianismus der deutsch-christlichen Christologie, bei dem Naturalismus und Pelagianismus der deutsch-christlichen Rechtfertigungs- und Heiligungslehre, bei der Staatsvergötterung der deutsch-christlichen Ethik einsetzen. Er muß sich grundsätzlich dagegen (…) richten, daß die Deutschen Christen neben der Heiligen Schrift als einziger Offenbarungsquelle das deutsche Volkstum, seine Geschichte und seine politische Gegenwart als eine zweite Offenbarungsquelle behaupten und sich damit als die Gläubigen eines ‚anderen Gottes‘ zu erkennen geben.“

Für Barth war also der staatliche wie der kirchliche Arierparagraph gleichermaßen Ausdruck einer christlichen Häresie. Der Ausschluss von Juden aus der Kirche war für ihn Folge und Teilproblem der Anbetung eines falschen Gottes, auch in der Politik. Er vertrat dieselben Gedanken in einer Predigt vom 10. Dezember 1933, die er an Adolf Hitler sandte. Diese Auffassung ging in die von ihm formulierte Barmer Theologische Erklärung vom Januar 1934 ein, das Gründungsdokument der Bekennenden Kirche, die Jesus Christus als das eine Wort Gottes über alle Lebensbereiche proklamierte und die Irrlehre einer zweiten Offenbarungsquelle verwarf.
Bonhoeffer nahm seit 1937 an konspirativen Plänen zur Ermordung Hitlers und zum Sturz des NS-Regimes teil und wurde dafür nach dem Scheitern des Attentats vom 20. Juli 1944 auf Hitler am 9. April 1945 hingerichtet.